# رودیش
شهر رودیش (به آلمانی: Rodewisch) در ایالت زاکسن در کشور آلمان واقع شده‌است.